# Station Freising
Station Freising is een spoorwegstation in de Duitse plaats Freising in Beieren. Het station werd in 1858 geopend aan de spoorlijn München - Landshut. 